# Countdown to Extinction
Countdown to Extinction —en español: Cuenta atrás hacia la extinción— es el quinto álbum de estudio de la banda estadounidense de thrash metal Megadeth. Fue lanzado al mercado el 14 de julio de 1992. Una versión remasterizada con varias pistas extra fue relanzada en el 2004. Este álbum es considerado uno de los mejores discos de Megadeth, ya que trae consigo varias de las canciones más exitosas del grupo, tales como: Symphony of Destruction, Sweating Bullets, Foreclosure of a Dream, Skin o' My Teeth, entre otras.
El álbum recibió mayormente una reacción positiva por parte de los medios y críticos musicales, quienes destacaron sus letras políticamente orientadas y su sonido simplificado en comparación con su grabación anterior. El álbum ingresó en el Billboard 200 en la posición número dos, siendo ésta la posición más alta alcanzada por la banda.
Countdown to Extinction es considerado por muchos como uno de los álbumes que mantuvieron al heavy metal en el flujo principal de las listas musicales de los años 1990 (dominadas en esos momentos por Nirvana como mayor exponente del grunge y el rock alternativo), junto con los álbumes Vulgar Display of Power de Pantera, Revenge de Kiss, No More Tears de Ozzy Osbourne, Fear of the Dark de Iron Maiden, Metallica de Metallica, y Painkiller de Judas Priest.
Una versión totalmente remasterizada del disco fue lanzada al mercado en 2004, dicha versión remasterizada incluye cuatro pistas nuevas: Crown of Worms y las versiones demo de Countdown to Extinction, Symphony of Destruction y Psychotron, aumentando así el número de pistas a 15.

## Lista de canciones
1. «Skin o' My Teeth» - 3:14
2. «Symphony of Destruction» - 4:02
3. «Architecture of Aggression» - 3:34
4. «Foreclosure of a Dream» - 4:17
5. «Sweating Bullets» - 5:03
6. «This Was My Life» - 3:42
7. «Countdown to Extinction» - 4:16
8. «High Speed Dirt» - 4:12
9. «Psychotron» - 4:42
10. «Captive Honour» - 4:14
11. «Ashes in Your Mouth» - 6:10

### Pistas extras de 2004
1. «Crown of Worms» – 3:17
2. «Countdown to Extinction» (demo) – 3:55
3. «Symphony of Destruction» (demo) – 5:29
4. «Psychotron» (demo) – 5:28

## Sencillos
1. «Symphony of Destruction»
2. «Foreclosure of a Dream»
3. «Skin o' My Teeth»
4. «Sweating Bullets»

## Créditos
- Dave Mustaine: Voz y guitarra.
- Marty Friedman: Guitarra y guitarra acústica y coros.
- Nick Menza: Batería y coros.
- David Ellefson: Bajo y coros.

## Posición en las listas musicales
Álbum
| Año  | Lista             | Mejor posición |
| ---- | ----------------- | -------------- |
| 1992 | The Billboard 200 | 2              |

Sencillos
| Año  | Sencillo                  | Lista                  | Mejor posición |
| ---- | ------------------------- | ---------------------- | -------------- |
| 1992 | "Foreclosure of a Dream"  | Mainstream Rock Tracks | 30             |
| 1992 | "Symphony of Destruction" | Billboard Hot 100      | 71             |
| 1992 | "Symphony of Destruction" | Mainstream Rock Tracks | 29             |
| 1992 | "Symphony of Destruction" | UK Singles Chart       | 15             |
| 1993 | "Skin o' My Teeth"        | UK Singles Chart       | 13             |
| 1993 | "Sweating Bullets"        | Mainstream Rock Tracks | 27             |
| 1993 | "Sweating Bullets"        | UK Singles Chart       | 26             |